# IPMA
La immunoperoxidasa indirecta en monocapa (IPMA, provinent de l'acrònim en anglès indirect immunoperoxidase monolayer assay) és una tècnica de laboratori basada en la inoculació d'un sèrum problema sobre cèl·lules infectades per patògens intracel·lulars, ja siguin bacteris (com Lawsonia intracellularis) o virus.
Permet detectar si el sèrum problema que es vol analitzar conté anticossos específics contra els antígens del cultiu de cèl·lules infectades. D'aquesta manera, si el resultat és positiu, es pot determinar que l'individu al qual se li ha extret la mostra de sèrum ha patit o pateix la infecció causada pel patogen inoculat en el cultiu cel·lular. És molt sensible i permet obtenir resultats en aproximadament dos dies.

## Principis (fonaments bàsics)
Es tracta d'un immunoanàlisi que mostra si s'han produït dues reaccions immunitàries antigen-anticòs consecutives mitjançant el marcatge amb un enzim, la peroxidasa. Aquest enzim és capaç de catalitzar l'oxidació d'un reactiu, el 3-amino-9-etilcarbazol, pel peròxid d'hidrogen formant-se un producte vermell-marró insoluble.
Inicialment es produeix una primera reacció immunitària amb els antígens presents en el cultiu de cèl·lules infectades i els anticossos (si n'hi ha) del sèrum problema, els quals quedaran units. Si el sèrum problema no conté anticossos específics contra els antígens de les cèl·lules infectades, no es produirà ni la primera ni la segona reacció immunitària.
Per produir la segona reacció immunitària, s'afegeixen anticossos anti-IgG conjugats amb peroxidasa. Aquests anticossos conjugats amb peroxidasa s'uniran específicament contra els anticossos del sèrum problema, que ara actuaran com antígens. Si aquesta unió es produeix, en afegir el substrat i el cromogen s'obtindrà un producte vermell-marró insoluble visible al microscopi òptic. Així doncs, si el resultat de la prova és positiu s'observarà coloració, en canvi, si el resultat és negatiu no s'observarà coloració.

## Procediment

### Preparació
1. Crear una monocapa de cèl·lules a partir d'un medi de cultiu cel·lular, incubant-lo a 37 °C durant 3-4 dies Esquema de la tècnica IPMA

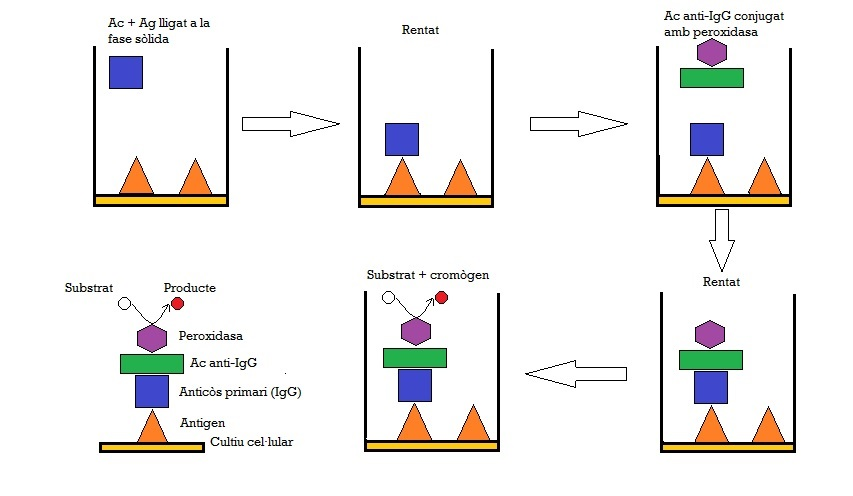
Esquema de la tècnica IPMA

2. Es descarta el medi de cultiu, ja que un cop s'ha format la monocapa no és necessari més creixement
3. S'afegeix el virus que es pretén detectar en la mostra de sèrum problema
  1. En el cas que ja tinguem les cèl·lules infectades, la preparació comença en aquest punt
4. Es fixa amb formaldehid (o un altre fixador com acetona o alcohol etílic)

### Obtenció de resultats
1. S'elimina el fixador i es renten les plaques, i en aquest moment es poden afegir passos per tal d'evitar les reaccions creuades:
  1. Incubació amb 100 μl de Triton X-100 al 2% en PBS durant 60 minuts a 37 °C
  2. Descartem aquesta solució i incubem les plaques amb 75 μl de PBS/cel·la (el qual conté un 10% de sèrum de cavall) durant 60 minuts a 37 °C
2. S'afegeix el sèrum problema que es vol analitzar
  1. Incubació i rentat
3. S'afegeixen anticossos secundaris (anti-IgG conjugats amb peroxidasa, aquests s'uneixen als anticossos inicials en el cas que la mostra en contingui)
  1. Incubació i rentat
4. S'afegeix el substrat (H₂O₂) i el cromogen (3-amino-9-etilcarbazol) i s'incuben durant uns 30 minuts
5. Sense parar la reacció, es llegeixen els resultats sota un microscopi òptic. Serà positiu si dona un color vermell-marró en els nuclis de les cèl·lules principalment[3]

## IPMA amb anticossos monoclonals i policlonals
Es poden utilitzar dos tipus d'anticòs per a fer un IPMA: els monoclonals o els policlonals.
Els anticossos monoclonals, també coneguts com a mAb, són anticossos idèntics produïts per cèl·lules immunes idèntiques entre si que provenen d'una mateixa cèl·lula inicial. Així doncs, cada anticòs tindrà la mateixa afinitat per a un determinat antigen. Dins de les tècniques de laboratori, s'elaboren molts anticossos monoclonals per unir-los específicament a una substància, de forma que la puguem detectar.
Els anticossos policlonals, que se'ls coneix com a pAb, provenen de diverses cèl·lules immunes que no comparteixen un origen comú. En aquest cas, com que no són tots idèntics, tindran una afinitat diferent per a l'antigen seleccionat.

### Comparació mAb-IPMA amb pAb-IPMA
L'especificitat d'aquesta prova, ja sigui un mAb-IPMA o un pAb-IPMA, és del 100% i, per tant, no s'han d'esperar falsos positius (exceptuant casos de contaminació de sèrums o errors de l'investigador). La sensibilitat és major (gairebé del 100%) en un mAb-IPMA, mentre que en un pAb-IPMA aquesta és menor, per tant podem tenir falsos negatius (tot i que en un percentatge molt baix).
Un mAb-IPMA actua més eficientment en sèrums de baixos títols, ja que en ser més específics d'unió, si un d'ells es pot unir a l'antigen, la resta també podran. En un pAb-IPMA, en canvi, com que tenim diversos anticossos no tots s'uniran amb la mateixa especificitat a l'antigen.
El pAb-IPMA també té l'inconvenient que els positius moltes vegades mostraran soroll de fons. Aquest soroll de fons pot variar en funció del nombre de molècules amb què tinguin especificitat els anticossos. Amb un mAb-IPMA, en canvi, no es trobarà soroll de fons, ja que els anticossos només s'uniran a la molècula diana de l'estudi.
Els mAb-IPMA, per això, tenen un inconvenient, i és que per l'alta especificitat d'unió dels anticossos, s'haurà de tenir una sèrie d'anticossos monoclonals idèntics per a cada antigen a estudiar.

## Comparació amb altres proves

### ELISA
L'IPMA és més sensible que l'ELISA; tanmateix el seu cost econòmic i la seva complexitat també són més elevats. Pel que fa a la lectura dels resultats, la de l'ELISA és més objectiva, ja que s'empra l'espectrefotòmetre.

### Immunofluorescència
La immunofluorescència indirecta o secundària (IFI) i l'IPMA són molt semblants pel que fa al procediment i principi; la diferència rau en l'anticos anti-IgG: en l'IPMA és conjugat amb l'enzim peroxidasa i en l'IFI és conjugat amb un fluorocrom. Això fa que l'especificitat de l'IPMA sigui major que la de l'IFI, ja que la lectura amb marcadors fluorescents pot generar més falsos positius a causa de possibles cossos que reflecteixin la llum ultraviolada amb la mateixa longitud d'ona que el marcador emprat.

## Aplicacions
L'IPMA té aplicacions bàsicament en el camp de la patologia. Es pot fer servir per a confirmar un diagnòstic i per estudiar l'evolució de malalties dins un organisme mitjançant les seves respostes immunitàries.
Es pot aplicar a qualsevol espècie per la qual es disposi d'anticossos que reconeguin les seves immunoglobulines com a antigen i, per tant, aquests es puguin usar com a anticossos secundaris marcats amb la peroxidasa. A continuació es disposen alguns exemples de malalties per les quals es pot usar com a diagnòstic.
- Circovirus porcí tipus 2: S'obté més titulació que amb l'anàlisi d'immunofluorescència indirecta (IFI).[7]

- Enteropatia porcina proliferativa per Lawsonia Intracellularis: Amb una sensibilitat d'un 89% i una especificitat del 100%. Amb aquest nivell de sensibilitat però alta especificitat es pot usar com a anàlisi per descartar els negatius (individus sans) i després fer una prova més sensible per tal de descartar falsos positius. Tot i així s'usa més la PCR en femtes per diagnòstics precoços, ja que l'excreció del patogen es dona més aviat que la seroconversió en sang. Amb la PCR a partir de 100 bacteris per gram també s'obté un 100% d'especificitat.[8]

- Herpesvirus boví tipus 4: Detectable amb IPMA a partir del 16è o 18è dia post-infecció. L'ELISA indirecte tarda 2 setmanes més.[9]

- Grip porcina H1N1: L'IPMA detecta anticossos 3 dies post-inoculació sense pretractament del sèrum i sense necessitat d'eritròcits frescos. Segons els anticossos secundaris utilitzats es poden detectar diferents isotips (com IgA o IgM). Tarda el mateix que un ELISA (necessitant aquest major purificació de l'antigen) i molt menys que un HI (Test d'inhibició de l'hemaglutinació) que pot tardar 7 dies post-inoculació.[10]

- Virus de la síndrome reproductiva i respiratòria porcina (PRRS): Molt bons resultats sobretot en sèrums de 10 dies post-inoculació. Hi ha variació segons si l'anticòs s'obté passivament o activament. En mostres de porcs menors de 6 mesos es troba més tinció de fons que pot donar lloc a errors de diagnòstic amagant una tinció específica.[11]

- Virus de la diarrea viral bovina (BVD): Demostra més sensibilitat la mAb-IPMA (amb anticossos monoclonals).[12]